# لاپوئبلا د لابارکا

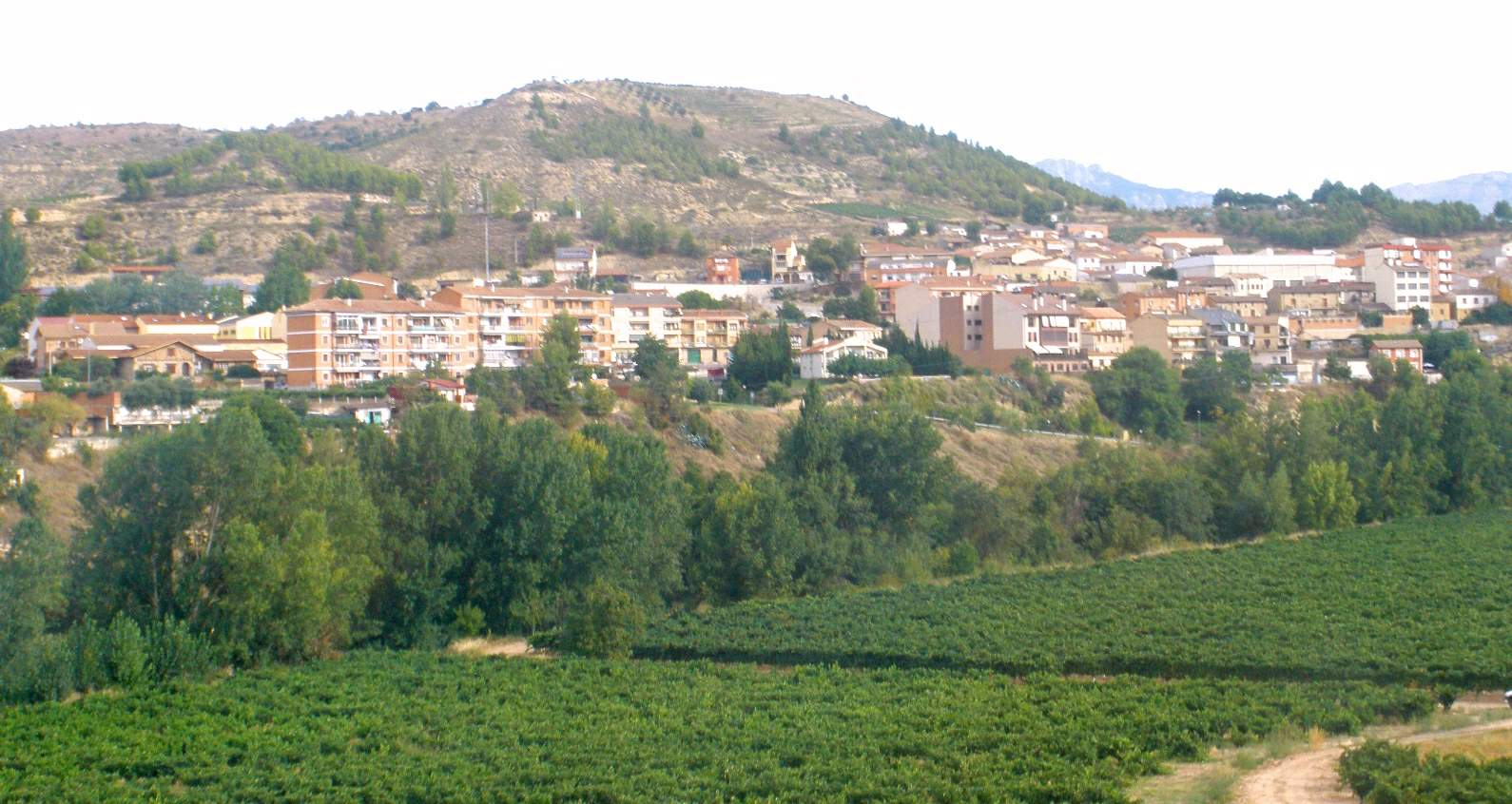
نمایی از دهستان لاپوئبلا د لابارکا در استان آلابای اسپانیا - ۲۰۲۱

لاپوئبلا د لابارکا دهستانی در استان آلابای اسپانیا است.
در این دهستان 842 نفر زندگی می‌کنند. مساحت این دهستان 5.96 کیلومتر مربع است.

## مراجع
- نام، جمعیت و مساحت از درگاه ملی آمار (اسپانیا) گرفته شده است.